# Park Miejski w Zakopanem
Park Miejski im. Marszałka Józefa Piłsudskiego – park w centrum Zakopanego, położony w ciągu deptaku S. Staszica. Środkiem parku przepływa Czarny Potok.
Granicami parku są ul. S. Staszica od południa, ul. Grunwaldzka od zachodu, pl. Niepodległości od północy oraz Hotel Litwor od wschodu.